# Cobra's Curse
Cobra's Curse (en français, la malédiction du Cobra) est un parcours de montagnes russes tournoyantes, situé dans le parc Busch Gardens Tampa, à Tampa (Floride). 
Conçues et érigées par le constructeur Mack Rides, l'attraction a ouvert le 17 juin 2016. Localisées dans la zone thématique égyptienne du parc, elles se distinguent par la présence d'un ascenseur permettant l'accès à son point culminant à 21 mètres de haut.
Cobra's Curse présente une histoire fictive sur un ancien dirigeant égyptien. le Roi Serpent Venymyss et sa malédiction sur son royaume perdu.

## Histoire et développement
Le développement de la nouvelle attraction, qui deviendra Cobra's Curse, a commencé en 2014, au moment de l'achèvement de Falcon's Fury. En février 2015, les responsables de Busch Gardens Tampa Bay reconnaissent qu'une nouvelle attraction est prévue dans la partie égyptienne du parc, mais sans donner plus de détails. Au cours du même mois, des permis déposés dans le district de gestion des eaux du sud-ouest de la Floride ont permis de découvrir un projet intitulé « Attraction BGT 2016 ».
SeaWorld Parks & Entertainment, la société mère de Busch Gardens Tampa Bay, dépose la marque « Cobra's Curse » auprès de l' Office des brevets et des marques des États-Unis le 8 mai 2015. Les responsables du parc révèlent les détails du projet et le nom de l'attraction le 28 mai 2015.
Le 10 juin 2016, la date d'ouverture officielle a été annoncée et l'attraction a ouvert au public la semaine suivante, le 17 juin 2016,.

## Parcours
Les trains, composés de 2 wagons de 4 passagers chacun, atteignent le sommet de l'attraction grâce à un ascenseur. Le train avance et tourne vers la gauche et s'incline vers l'extérieur, emmenant les passagers au plus près de la gueule de la statue de cobra de 24 mètres de haut. De là, le train descend la pente de 21 mètres, atteignant une vitesse maximale de 64 km/h et s'inclinant à droite. Le train effectue un autre virage incliné au cours de la zone de freinage à mi-parcours avant d'y revenir. Dès le freinage à mi-parcours, les deux wagons qui composent le train tournent se retournent pour poursuivre en marche arrière et on peut entendre le roi Venymyss dire : « Tournez, tournez et affrontez votre peur ! ».  Le train descend ensuite à travers une hélice, qui le transporte jusqu'à un lift à pneu. De là, le train descend une autre pente inclinée, faisant tourner librement les wagons. Le train effectue une série de virages inclinés et change d'accélération et de vitesse pendant la rotation. Les trains circulent sous l'attraction Serengeti Railway avant d'entrer dans la dernière zone de freins et de retourner à la gare.